# Chocolate (Kylie Minogue)
Chocolate è una canzone di Kylie Minogue appartenente all'album Body Language.

## Descrizione
La canzone è stata pubblicata nel giugno del 2004 come terzo singolo estratto dall'album Body Language. È una ballata elettronica accompagnata da un videoclip astratto, diretto da Dawn Shadforth, in cui la cantante improvvisa passi di danza classica.

## Tracce
UK CD single #1

(CDR6639; Released 28 giugno 2004)
1. "Chocolate" (Radio edit) - 4:02
2. "Love at First Sight" (Live at Money Can't Buy) - 4:57

UK CD single #2

(CDCRS6639; Released June 28, 2004)
1. "Chocolate" (Radio edit) - 4:02
2. "City Games" - 3:42
3. "Chocolate" (Tom Middleton Cosmos mix) - 7:29
4. "Chocolate" (EMO mix edit) - 4:31
5. "Chocolate" music video

Australian CD single

(021822; Limited edition; Released 12 luglio 2004)
1. "Chocolate" (Radio edit) - 4:02
2. "City Games" - 3:42
3. "Chocolate" (Tom Middleton Cosmos mix) - 7:29
4. "Chocolate" (EMO mix edit) - 4:31
5. "Love at First Sight" (Live at Money Can't Buy) - 4:57
6. "Chocolate" music video

UK 12" picture disc

(12R6639; Released June 28, 2004)
1. "Chocolate" (Tom Middleton Cosmos mix) - 7:29
2. "Chocolate" (Radio edit) - 4:02
3. "Chocolate" (EMO mix) - 6:54

UK 12" white label promo

(12RDJ 6639; Released June 28, 2004)
1. "Chocolate" (Tom Middleton Mix)
2. "Chocolate" (EMO Mix)
3. "Chocolate" (EMO Dub)

Other official versions
1. "Chocolate" (Original Ludacris rap version)[1]
2. "Chocolate" (EMO dub)[2]

## Classifiche
| Chart (2004)                  | Peak position |
| ----------------------------- | ------------- |
| Chilean Singles Chart         | 1             |
| Ukraine Singles Chart         | 1             |
| Romanian Singles Chart        | 2             |
| UK Singles Chart              | 6             |
| Hungary Singles Chart         | 7             |
| Russian Singles Chart         | 7             |
| Mexican Singles Chart         | 12            |
| Australian ARIA Singles Chart | 14            |
| Greece Singles Chart          | 14            |
| Italian Singles Chart         | 14            |
| Israel Singles Chart          | 17            |
| Irish IRMA Singles Chart      | 26            |
| German Singles Chart          | 43            |
| Swiss Singles Chart           | 53            |
| French Singles Chart          | 69            |